# Clément Colson
Pour les articles homonymes, voir Colson.
Clément Colson, né à Versailles le 13 novembre 1853 et mort à Paris le 24 mars 1939, est un haut fonctionnaire et économiste français, membre de ce que certains appellent l’École de Paris en économie. Il fut Vice-président du Conseil d'État de 1923 à 1928. Il était membre de l'Académie des sciences morales et politiques.
Il est grand-croix de la Légion d'honneur.

## Biographie

### Jeunesse et études
Après des études à l’École polytechnique (1873) et à l’École nationale des ponts et chaussées (Paris), il passe sa licence en droit. 

### Parcours professionnel
Colson réussit le concours d’entrée au Conseil d’État où il est nommé auditeur en 1878. Il possède le statut d'ingénieur des ponts et chaussées en service détaché. 
Il devient sous-chef, puis chef de cabinet du ministre des Travaux publics (1879-1882), directeur des Chemins de fer (1894-1895). D'un caractère entier, Colson a la réputation de soutenir ses idées envers et contre tout. Il devient conseiller d’État en 1897, puis inspecteur général des ponts et chaussées (1908). 

### Parcours professoral
Clément Colson assure également diverses activités d’enseignant. Il est professeur de transports à HEC Paris de 1885 à 1902, et enseigne l'économie politique à l'École nationale des ponts et chaussées (1892). À partir de 1905, il est enseignant à l'École libre des sciences politiques, où il est chargé d'un cours sur la circulation nationale, puis d'économie politique. Il succède à Émile Cheysson dans cet enseignement. Il donne le cours d'économie que suivent tous les élèves du parcours d'affaires publiques.
À l'École polytechnique (1914-1928), où il succède à un socialiste Eugène Fournière, il transforme l'ancien cours d'économie sociale en cours d'économie politique. Pour François Divisia, son successeur : « dans les milieux de l'Ecole, il fait prévaloir l'idée que, surtout pour les X, l'exposé des questions sociales doit être éclairé par la théorie et transformé en un véritable enseignement de l'économie politique ». Il est aussi chargé de conférences au centre des Hautes Études militaires (1920-1928).
Lorsqu'il débute effectivement son cours à l'École polytechnique, en 1918, il a déjà 65 ans. Aussi, il va organiser sa succession et faire en sorte que ses disciples, tels que François Divisia, René Roy et Jacques Rueff, accèdent à des charges d'enseignement dans les grandes écoles. Pour Lucette Le Van Lemesle, « ce sont eux qui fondent une tradition nouvelle, celle des ingénieurs économistes, si bruyante dans les médias des années 1930 et si active dans la réalité économique de l'après-Seconde Guerre mondiale ».
Il finit sa carrière comme président de la section des finances au Conseil d'État (1920) et enfin vice-président du Conseil d'État (1923-1928). Élu, le 30 avril 1910, membre titulaire de la section d'économie politique, statistique et finances, au fauteuil d'Émile Cheysson, il préside l’Académie des Sciences morales et politiques en 1922. Il se prononce en 1925 pour la dévaluation du franc, ce qui lui attire une fois de plus la réprobation du gouvernement.

## Prises de positions

### Études sur les prix et les monopoles
Grand spécialiste des voies de communication et plus particulièrement des chemins de fer, ses travaux sont tout particulièrement consacrés à l'étude des mécanismes des prix et des monopoles. Sa théorie de la détermination du salaire et de l'intérêt lui est inspirée par l'examen des projets d'équipement des gares. Par ailleurs, il soutient fortement l'idée que les phénomènes économiques dépendent en grande partie de facteurs psychologiques, ce qui ne l'empêche pas de mobiliser l'outil mathématique dans certaines de ses démonstrations.

### Prises de positions libérales
Colson se proclame libéral. Il a présidé la très libérale et libre-échangiste Société d'économie politique. À sa mort, c'est également ce qu'affirment ses disciples François Divisia et Jacques Rueff dans les articles qu'ils lui consacrent. 
Libéral, il fait globalement confiance au mécanisme du marché, mais son libéralisme est tempéré par l'influence de Frédéric Le Play, et ne conçoit pas l'individu comme isolé, d'où l'idée finalement très moderne « que l'économie politique inclut [...] nécessairement les rapports juridiques ». Cela l'amène à critiquer « les exagérations du libéralisme » de Charles Dunoyer en France ou de John Prince-Smith en Allemagne. 

### La notion de service public
Il s'oppose également à la réduction du rôle de l'État à la police, la justice et l'armée. En effet pour lui « le libéralisme ne règle de lui-même ni le sort de ceux qui sont inaptes à s'adapter aux fluctuations économiques, ni les inégalités excessives de la répartition des revenus liées aux différences d'éducation. ». Aussi pour Clément Colson l'État a une légitimité à s'occuper d'enseignement et de services publics dont « le véritable caractère propre... est de ne pouvoir être organisés sans qu'il soit fait usage du pouvoir coercitif ».
Sur le plan social, selon Lucette Le Van-Lemesle dès 1910 « il élabore un projet de conventions collectives » ainsi que des mesures en faveur des familles nombreuses, « des discriminations positives comme les bourses...et même l'instauration d'un salaire minimum ».

## Décorations
Grand-croix de la Légion d'honneur : 1929

## Principaux ouvrages
- Organisation financière des ports maritimes en Angleterre (en collaboration avec M. Roume), 1888
- La Garantie d'intérêts et son application en France à l'exécution des travaux publics, 1889
- Les Chemins de fer et le budget, 1896
- Cours d'économie politique professé à l'École des Ponts et Chaussées, 6 vol., 1901-1907 (2e éd. 1924-1931)
- Abrégé de la législation des chemins de fer et tramways, 1907
- Transports et tarifs : régime administratif des voies de communications. Conditions techniques et commerciales des transports, 1908
- Organisme économique et désordre social, 1912, Flammarion, Bibliothèque de philosophie scientifique, Texte en ligne
- L’Outillage économique de la France, 1921
- Les Conditions de transit dans nos ports, 1926
- La Situation financière de la France (en collaboration avec Ed. Allix et J. Barthélémy), 1926
- Louis Le Chatelier (1853-1928), 1929